# Combatientes de la Libertad
Freedom Fighters (en español, Los Combatientes de la Libertad) es un grupo ficticio de DC Comics, compuesto por un grupo de personajes adquiridos de la difunta compañía Quality Comics. El equipo hizo su primera aparición en un crossover de los equipos Justice League of America/Justice Society of America, relatado en Justice League of America #107 y 108 (octubre y diciembre de 1973), escrito por Len Wein y dibujado por Dick Dillin. Protagonizaron su propia serie en Freedom Fighters N°1 (abril de 1976), escrito por Gerry Conway y Martin Pasko, y dibujado por Rik Estrada.

## Historia del equipo
Aunque los Freedom Fighters aparecieron por primera vez en Justice League of America  N°107-108, fueron considerados nativos de la Tierra-X, una revisión en la historia estableció al grupo como nativos de la Tierra-Dos, que emigraron a la Tierra X. La primera versión de los Freedom Fighters se reunió el 7 de diciembre de 1941. Este grupo, sin embargo, fracasó en su intento de detener la devastación en Pearl Harbor. Esta versión del grupo tuvo una continuidad retroactiva y sus muertes fueron representadas en las crónicas de la era de: All-Star Squadron y el Young All-Stars . La versión de DC establece a los personajes residentes del Multiverso DC en la "Tierra-X", donde la Alemania nazi finalmente ganó una prolongada Segunda Guerra Mundial debido a una invasión del Imperio Japonés a California y el desarrollo de armas nucleares por parte de los nazis.
Además de los miembros principales del "segundo equipo", que fueron los miembros visto en los años setenta, otros héroes de la editorial "Quality" se unieron más tarde: Red Bee, Miss America, Manhunters, Plastic Man, and Quicksilver. Desde la crisis en Tierras Infinitas, los Freedom Fighters se han basado principalmente en el Universo DC, y fueron todos miembros del All-Star Squadron.
Años después de la guerra, una tercera versión del equipo apareció en la década de 1980, con el surgimiento de una nueva era de héroes. La  Sociedad de la Justicia, los Blackhawks, y los Freedom Fighters fueron capturados por las criaturas alienígenas Appellax, que los colocaron en campos de concentración. Ellos fueron liberados por la nueva  Liga de la Justicia de América. Entonces, los Freedom Fighters se reagruparon por un breve tiempo, pero pronto se disolvieron de nuevo cuando Firebrand murió en batalla contra Silver Ghost.
Una cuarta versión, más moderna del equipo, apareció como auxiliar de la nueva Sociedad de la Justicia de América. Human Bomb, Black Condor y Phantom Lady fueron asesinados por la Sociedad Secreta de Super Villanos en Crisis Infinita #1. Damage, fue herido de gravedad, Iron Munro no estaba allí por alguna razón, y  Ray fue capturado por el Psico-Pirata y conectado a la torre de alteración dimensional de Alexander Luthor.

### Equipo actual
Un nuevo equipo de héroes debutó en la serie limitada Crisis Aftermath: The Battle for Blüdhaven, y más tarde aparecen como miembros de los Freedom Fighters en la miniserie Uncle Sam and the Freedom Fighters, que se estrenó en julio de 2006. Este equipo consiste en nuevas encarnaciones de Phantom Lady, Ray (Stan Silver), Human Bomb, Doll Man, Bigfoot, Destroyer y Face. Hace parte de  S.H.A.D.E., una agencia secreta del gobierno estadounidense constituida bajo la Ley Patriota de los EE. UU., dirigida por  el Padre Tiempo. El nuevo equipo lleva a cabo asesinatos y otros actos ilegales contra las organizaciones criminales y terroristas. En el número #1 de Uncle Sam and the Freedom Fighters, el equipo tiene la tarea de capturar al revivió  Tío Sam, que está en el proceso de formar su propio equipo de Freedom Fighters; Sam posteriormente recluta a miembros de S.H.A.D.E. para su causa, ya que desaprueba el su uso de la fuerza letal (a pesar de que siguen matando gente, incluso bajo la guía del Tío Sam).
Esta versión del equipo se basa libremente en las notas de Grant Morrison y está escrito por Jimmy Palmiotti y Justin Gray. El Tío Sam es retratado como una figura casi como la de Cristo, regresando de los muertos, con la nueva Firebrand realizando un papel parecido al de Juan Bautista en la biblia. Padre Tiempo se muestra ayudando en el secreto asesinato del senador Frank Knight, en medio de su exitosa campaña para la Presidencia de los EE. UU. y reemplazado por un doble robot, Gonzo el Mecánico Bastardo, que procede en su agenda para implantar chips en cada ciudadano de los EE. UU. controlándolos para llevar el caos al mundo a través de la guerra.
En el # 8, los Freedom Fighters participan en la batalla contra el grupo de trabajo metahumano de Gonzo en el "Monumento a Washington", y rápidamente obtienen el apoyo de los civiles. La opinión pública los ve ahora como verdaderos héroes, lo cual se revela, fue parte del plan de Padre Tiempo. Él engañó a Gonzo en la creencia de que S.H.A.D.E estaba en contra de Tío Sam, mientras que en verdad se estaba preparando los Freedom Fighters para ayudar a combatir una gran amenaza en el futuro. Padre Tiempo captura a Gonzo y lo convierte en una 'Orphan Box'. Todos los miembros del grupo de trabajo metahumanos desaparecen en la corriente temporal, junto con el Padre Tiempo poco tiempo después. Una semana más tarde, el nuevo Presidente nombra a los Freedom Fighters como los nuevos directores de S.H.A.D.E.

### Otras aventuras
En Countdown #38, los Freedom Fighters se ven tratando de detener un lanzamiento de misiles nucleares no planificado, iniciado por Calculador.
En la nueva miniserie de Freedom Fighters, escrita por Justin Gray y Jimmy Palmiotti en 2007, Red Bee es capturado por un enjambre de insectos alienígenas y se transforma en un híbrido humano / insecto. Al mismo tiempo, S.H.A.D.E. tiene previsto hacer a los Freedom Fighters los favoritos de los medios para ayudar a aumentar la fe en el gobierno después del incidente del ataque al Amazonas.
Tío Sam, Firebrand, Doll Man y Human Bomb se niegan a volver a Heartland. Durante un tiempo, el resto de Freedom Fighters se convierten en celebridades, formando parte de un nuevo grupo llamado  Crusaders. Red Bee más tarde se derrumba en su apartamento y un enjambre de insectos de repente salen de su cuerpo.
Phantom Lady, no puede hacer frente a la atención de los medios, asiste a una fiesta, que culmina con ella borracha cortando a un criminal, siendo visto por televisión nacional. Stormy es llevada a Heartland, donde se limpia su cuerpo de toxinas gracias Miss América. Sam y Doll Man, reclutan al Doll Man original (Darrell Dane) de un micro-ambiente en el Pentágono. Después de que el jefe del programa de los cruzados, Robbins, trata de matar a Red Bee, los Freedom Fighters lo enfrentan. Se revela que Robbins tiene poderes mentales que utiliza para controlar a los cruzados.
Mientras que los cruzados y los Freedom Fighters batallan, Red Bee es superado por su lado insectoide, y usa sus feromonas para esclavizar a los cruzados y a los Freedom Fighters, preparándose para crear una "colmena" en la Tierra. Mientras tanto, un intento de curar a los Doll Men y varios otros individuos de tamaño micro va muy mal, ya que todos ellos se combinan en una sola forma mutante. El mutante se desboca hasta que Emma Thompson llega a Lester. Red Bee se cura de su aflicción por Langford Terrill, quien había adquirido los poderes de Neon the Unknown. Posteriormente, el equipo se prepara para combatir una invasión de los insectoides. Después de su victoria, el grupo sigue su camino por separado, pero Sam declara que serán necesarios cuando la Crisis Final comienza.

### Blackest Night
En el crossover Black Lantern, algunos anillos de poder se muestran en dirección a las tumbas de Phantom Lady, Black Condor y Human Bomb, presumiblemente para revivirlos para su uso en el ejército interestelar que se está formando. De hecho, al menos estos tres se ven atacando la sede de JSA junto con los muertos vivientes de la Sociedad. Estos tres Black Lanterns, junto con la forma no-muerta de Al Pratt, se centran en atacar a Damage, aunque tienen poco éxito, continuamente explotando, regenerándose y levantándose de nuevo para atacarlo, hasta que el revenant de Jean Loring los mata.

## Los Nuevos 52
Con el reinicio del Universo DC, en el evento de Los Nuevos 52, se publicó una serie de miniseries que relatan los nuevos orígenes de varios personajes, entre los cuales se encuentran: Doll Man, Phantom Lady, La Bomba Humana, y Ray, dando de momento a entender que dichos personajes en el Universo DC existen, pero se desconoce si existe el equipo. 

### Otras versiones

#### Mastermen  (Multiversidad)
La serie limitada Multiversidad presenta a los Combatientes de la Libertad como un grupo de terroristas que busca resaltar la liberación del pueblo estadounidense frente al dominante régimen Nazi de Tierra-10 (También llamada Tierra-X) liderada por Overman y sus Reicshmen. Este equipo, ofrecido a un devastado Tío Sam por un misterioso nazi Sivana de dicho mundo que ha estado aliado con sus contrapartes alternativas de universos paralelos con el fin de provocoar un conflicto entre la Reicshmen y los Combatientes de la Libertad, por lo que son presentados a una pareja de Doll man y Doll Girl (seguidores de los Testigos de Jehová), a un Ray, Human Bomb, y a un Black Condor.

## Miembros
La nómina del equipo ha cambiado mucho en los últimos años. Esta lista es de los miembros en las diversas encarnaciones del equipo.

### Primer grupo
Equipo formado a principios de 1970 y modificado posteriormente por la continuidad retroactiva en la década de 1980.
- Black Condor - Richard Grey, Jr.
- Doll Man - Darrell Dane
- Human Bomb - Roy Lincoln
- Phantom Lady - Sandra Knight
- The Ray - Lanford "Happy" Terrill
- Uncle Sam
- Firebrand - Rod Reilly
- Hourman - Rex Tyler
- Invisible Hood - Kent Thurston
- Magno - Tom Dalton
- Miss America - Joan Dale
- Neon the Unknown - Tom Corbet
- Red Torpedo - Jim Lockhart
- The Red Bee - Rick Raleigh
- Alias the Spider - Thomas Hallaway / Thomas Ludlow
- Blackhawks
- Jester - Chuck Lane
- Manhunter - Dan Richards
- Quicksilver - Max Crandall
- Plastic Man - Patrick "Eel" O'Brian

### Segundo grupo
Este equipo fue introducido en 2001.
- Black Condor - Ryan Kendall
- Damage - Grant Emerson
- Human Bomb - Roy Lincoln
- Iron Munro - Arn Munro
- The Patriot/Uncle Sam
- Phantom Lady - Dee Tyler
- The Ray - Ray Terrill

### Tercer grupo
Este equipo fue introducido en 2006, luego de los sucesos en "Crisis Infinita"
- Firebrand - Andre Twist
- Uncle Sam
- Doll Man - Lester Colt
- Human Bomb - Andy Franklin
- Phantom Lady - Stormy Knight
- The Ray - Stan Silver
- Black Condor - John Trujillo
- Red Bee - Jenna Raleigh
- Invisible Hood - Ken Thurston
- Miss America - Joan Dale
- The Ray - Ray Terrill

## En otros medios

### Televisión
- Ray II realizó apariciones de fondo en la serie animada Liga de la Justicia Ilimitada.
- Los Freedom Fighters originales, aparecen en Batman: The Brave and the Bold, en el episodio "Cry Freedom Fighters!". Estaban conformados por Tío Sam (como el líder del grupo), Doll Man, Human Bomb, the Ray, Phantom Lady, y the Black Condor, con la asistencia de Plastic Man junto con Batman.
- Una versión de los Freedom Fighters aparece en el Megacrossover de The CW "Crisis en Tierra-X". Este grupo lo forman The Ray, Citizen Cold, Red Tornado y liderados por Winn Schott.
- Se ha confirmado una versión animada de este grupo, relacionada con las series de The CW.

### Película
Los Freedom Fighters aparecen en la película de DC Extended Universe de 2021 The Suicide Squad. Aparecen como una facción rebelde liderada por Sol Soria para enfrentarse a Jotunheim, donde rescatan a Rick Flag y unen fuerzas con el Escuadrón Suicida para derribar al gobierno de Corto Maltés.